# Hans Gertberg
Hans Gertberg (* 23. April 1909 in Rostock; † 21. Juni 1970 in Hamburg) war ein deutscher Theaterfachmann, der als Regisseur und Rundfunkredakteur tätig war.

## Leben und Wirken
Gertberg studierte in Berlin Theaterwissenschaften und Germanistik; er arbeitete eine Zeit lang als Schauspieler. Kurz nach dem Zweiten Weltkrieg ging er zum Radio. Peter von Zahn holte ihn zum NWDR Hamburg. Dort entwickelte er mit dem erstmals Weihnachten 1946 ausgestrahlten „Schnelldenker-Turnier“ die vermutlich erste Quizsendung in Deutschland. Zudem moderierte er die Sendung Echo des Tages. Ab 1950 wurde er auch mit der Regie von Hörspielen beauftragt; als Regisseur inszenierte er beispielsweise 1952 und 1954 die beiden ersten Staffeln von Rolf Beckers Gestatten, mein Name ist Cox, jeweils mit Carl-Heinz Schroth in der Titelrolle (Staffel 3 inszenierte dann S. O. Wagner 1959), den Fünfteiler Prozeßakte Vampir von Horst Mönnich, aber auch Die letzte Fahrt der Sofala von Joseph Conrad. Darüber hinaus trat er auch selbst in einigen Produktionen als Hörspielsprecher in Erscheinung. Von 1952 bis zu seinem Tod leitete er die neu geschaffene NDR-Jazzredaktion. „Bei seinen Sendungen in der Reihe Der Jazzclub war der Drang zu spüren, sein großes Wissen an die Hörer weiterzureichen.“ Auf Anregung Rolf Liebermanns entwickelte er die seit 1952 bestehende Studio-Jazzkonzert-Reihe weiter und lud seit 1958 zu den NDR Jazzworkshops national und international bekannte Jazzmusiker zum NDR ein, wo sie nach Probentätigkeit ihre Ergebnisse im Konzert vorstellten. Die auch von ausländischen Sendern übernommene Reihe galt als innovativ und trug entscheidend dazu bei, die neuen Entwicklungen im Jazz im Gebiet des Senders bekanntzumachen.

## Filmografie
- 1956: Schiff ohne Hafen – Fernsehfilm – Regie: Hanns Farenburg

## Hörspiele

### Als Regisseur
- 1950: Bist Du’s?
- 1950: Lissabon, ein iberisches Tagebuch – Autor und Sprecher: Ernst Schnabel
- 1950: Die Geheimnisse von Paris – Autor und Sprecher: Ernst Schnabel
- 1951: London oder das Labyrinth – Autor und Sprecher: Ernst Schnabel
- 1951: Die siebzehn Kamele – Autor: Anonymus
- 1951: Das zweite Ich
- 1951: Ruf mich an
- 1952: Der Hund, der nicht „nein“ sagen konnte – Autor: Jörg Jörgensen
- 1952: Sinfonie für Jazz – Autor: René Schickele
- 1952: Liebesgeschichte ohne Geld
- 1952: Gestatten, mein Name ist Cox (1. Staffel: 8 Teile)
- 1953: Die großen Liebenden; 8. Folge: Hölderlin und Diotima
- 1953: Die großen Liebenden; 10. Folge: Rembrandt und Hendrikje Stoffels
- 1953: Die letzte Fahrt der Sofala (Das Ende vom Lied) – Autor: Joseph Conrad
- 1953: Oktoberfrühling – Autor: Kurt Heynicke
- 1953: Die zwölfte Stunde – Autor: Robert Louis Stevenson
- 1954: Das schönste Fest der Welt – Autor: Siegfried Lenz
- 1954: Gestatten, mein Name ist Cox (2. Staffel: 7 Teile)
- 1954: Pierre oder Das Zwiegesicht des Menschen – Autor: Herman Melville
- 1955: Prozeßakte Vampir (5 Teile) – Autor: Horst Mönnich
- 1955: Pipapo – die Geschichte eines Drehbuchs – Autor: Hans Werner Richter
- 1955: Das schönste Fest der Welt – Autor: Siegfried Lenz

### Als Sprecher
- 1947: Hoppe Hoppe Reiter – Regie: Gustav Burmester
- 1950: Der größte Mann der Welt – Regie: Kurt Reiss
- 1951: Radium – Regie: Fritz Schröder-Jahn
- 1952: Fahr wohl, Benjowsky – Regie: Gert Westphal
- 1953: Das Gericht zieht sich zur Beratung zurück; Folge: Das Geständnis – Regie: Gerd Fricke
- 1955: Auf dem Regenbogen – Regie: Gerlach Fiedler
- 1956: Fortsetzung folgt – Regie: Gerlach Fiedler

### Als Autor
- 1949: Dr. Jekyll und Mr. Hyde (Hörspielbearbeitung einer Erzählung von Robert Louis Stevenson) – Regie: Gustav Burmester
- 1953: Das dunkle Zimmer (Original-Hörspiel) – Regie: Hans Rosenhauer